# Guiu I de Ponthieu
Guiu I de Ponthieu († 1100) va ser comte de Ponthieu de 1053 a 1100. Era fill d'Hug II, comte de Ponthieu, i de Berta, senyora d'Aumale.

## Biografia
Va succeir al seu germà, mort el 25 d'octubre de 1053 a Saint-Aubin-sur-Scie, mentre donava suport al seu cunyat Guillem d'Arques rebel contra Guillem el Bastard duc de Normandia. Guiu va continuar la lluita per venjar el seu germà, i va participar en una expedició del rei Enric I de França contra el duc de Normandia, però l'exèrcit va ser vençut a Mortemer i Guiu fou capturat, i després enviat a presó a Bayeux durant dos anys. No va ser alliberat més que a canvi de l'abandó dels seus drets sobre Aumale i d'un jurament de lleialtat.
El 1056, va signar a títol de testimoni una carta del comte Balduí V de Flandes. Entre els testimonis apareix igualment el futur Harold II. El 1059 estava present a Reims per assistir a la consagració del rei Felip I de França. Encara que obligat a reconèixer la sobirania feudal del ducat de Normandia, Guiu freqüentava poc la cort normanda, i les relacions entre Normandia i el Ponthieu estaven afectades per tensions.
El 1064, el duc Harold Godwinson (Harald II), va anar a Normandia per tal de confirmar al duc Guillem que era l'hereu al tron d'Anglaterra. En el moment del viatge, fortes borrasques de vent van deixar els vaixells incontrolables i un vent violent va llançar les naus sobre les terres del comte Guiu de Ponthieu. A penes desembarcat, soldats del comte es van apoderar de Harold i de la seva tripulació.
El comte Guy de Ponthieu va comprendre immediatament que es tractava de personatges importants, susceptibles d'ingressar-li un rescat a canvi del seu alliberament, i els nàufrags foren portats a Beaurainville (designat al tapís de Bayeux amb el nom de llatí de Belrem). Un espia va prevenir immediatament al duc Guillem dels últims esdeveniments. No satisfet amb la situació, el duc va enviar una missió composta de dos homes per tal d'ordenar al comte Guiu de Ponthieu d'alliberar al duc Harold. A la vista d'aquesta ambaixada, el comte Guiu de Ponthieu va comprendre de pressa que tot rebuig equivaldria a un casus belli i va acceptar alliberar a Harold i entregar-lo a Guillem. Una trobada fou organitzada no lluny de Beaurain entre el comte Guiu de Ponthieu i el duc de Normandia per a l'alliberament de Harold. El comte Guiu de Ponthieu, al capdavant de les seves tropes, immediatament seguit de Harold, va confiar el seu presoner a Guillem, al seu torn al capdavant del seu contingent. Dos anys més tard, Guillem es va llançar a la conquesta d'Anglaterra. La seva flota va sortir del port de Saint-Valery-sur-Somme, que pertanyia al comte de Ponthieu, i Guillem va lliurar la batalla de Hastings i va matar a Harold durant l'afrontament. Hug, un germà de Guiu, va participar en aquesta expedició.
El 1075, Guiu va fundar l'abadia de Saint-Pierre a Abbeville i el 24 de maig de 1098, hi va armar cavaller a Lluís el Gros.
Al final de la seva vida, Guillem el Conqueridor va decidir reforçar el domini de Normandia sobre el Ponthieu i va organitzar el matrimoni d'Agnès, filla i hereva de Guy, amb un dels seus fidels Robert II de Bellême, que succeirà a Guiu.

## Matrimonis i fills
Guiu es va casar en primeres noces amb una Ada, morta un 5 de març abans de 1066, i en segones noces amb una Adila; aquesta segona va donar a llum a:
- Anna,
- Enguerrand, mort abans de 1080,
- Agnès († 1110), comtessa de Ponthieu, casada cap a 1088 amb Robert II de Bellême, vescomte d'Hiémois, senyor de Bellême i comte de Shrewsbury
- Ida,
- Matilde.